# David Snoke
David W. Snoke (* 1961 in New Jersey) ist ein US-amerikanischer Festkörperphysiker.

## Leben
Snoke studierte an der Cornell University und wurde 1990 an der University of Illinois at Urbana-Champaign promoviert. Er war bei der Aerospace Corporation und als Post-Doktorand am Max-Planck-Institut für Festkörperforschung bei Manuel Cardona tätig. Er ist Professor an der University of Pittsburgh, an der er seit 1994 lehrt.
2006 wurde er Fellow der American Physical Society. 2016 erhielt er den Outstanding Referee Award der APS.

## Werk
Snoke untersucht mit seiner Gruppe fundamentale physikalische Probleme mit Methoden der Halbleiterphysik wie den Übergang Leiter-Isolator und Quantenphasenübergänge, Entstehung und Verlust von Kohärenz in Bose-Einstein-Kondensaten (BEC), Nichtgleichgewichtsphänomene mit der Boltzmanngleichung in der Quantenmechanik und die Gültigkeit des zweiten Hauptsatzes in der Quantenfeldtheorie.  Bekannt ist er für seine Pionierarbeiten zu Bose-Einstein-Kondensaten von Polaritonen in Mikrohohlräumen (Fallen), was ihm mit seiner Gruppe 2007 gelang.
Er forscht an elektronischem Transport mit Polariton-BEC (lichtinduzierter Supraleiter) und Materialien, die die Polaritonkondensat-Phänomene in den Bereich der Raumtemperatur rücken.

## Intelligent Design, Naturwissenschaft und Religion
Er verfasste 2004 mit dem Biochemiker Michael J. Behe einen Aufsatz, der heftig kritisiert wurde, da er von Behe als Unterstützung für Intelligent Design (Irreduzible Komplexität) genutzt wurde. Snoke veröffentlichte 2014  einen weiteren Aufsatz über die Entstehung von Strukturen mit neuen Funktionen in der Evolution. Nach den Autoren müssten auf dem Weg zu neuen funktionellen Strukturen in der Evolution eigentlich dabei vielfach Exemplare mit noch nicht funktionierenden, also nutzlosen Strukturen, beobachtet werden, was nicht der Fall sei. Sie schlossen deshalb auf eine Feinabstimmung. Snoke vertritt auch die Ansicht, dass die moderne Systembiologie in Wirklichkeit Argumente für Intelligent Design liefert. Schon 2006 veröffentlichte er ein Buch A Biblical Case for an Old Earth (Baker Books) anlässlich einer Debatte unter Presbyterianern (Snoke gehört diesen an) ob die Erde Milliarden Jahre alt sei (old earth) wie die Naturwissenschaften lehren oder nur höchstens zehn- oder zwanzigtausend Jahre (young earth). Snoke vertritt die Ansicht, dass die old earth Position mit der Bibel verträglich ist und sogar mit deren orthodoxer konservativer Interpretation (nicht nur einer liberalen Interpretation).

## Schriften
Bücher:
- mit A. Griffin, S. Stringari (Hrsg.): Bose-Einstein condensation, Cambridge UP 1995
- Solid State Physics. Essential Concepts, Pearson 2008, 2. Auflage Cambridge UP 2018
- Electronics, A Physical Approach, Pearson 2015
- mit S.A. Moskalenko: Bose-Einstein Condensation of Excitons and Biexcitons and Coherent Nonlinear Optics with Excitons, Cambridge University Press, 2000
- mit Nick P. Proukakis, Peter B. Littlewood (Hrsg.): Universal themes of Bose-Einstein-condensation, Cambridge UP 2017
  - darin mit A. Daley: The Question of Spontaneous Symmetry Breaking in Condensates

Aufsätze (Auswahl):
- Spontaneous Bose coherence of excitons and polaritons, Science, Band 298, 2002, S. 1368–1372
- mit S. Denev, Y. Liu, L. Pfeiffer, K. West: Long-range transport in excitonic dark states in coupled quantum wells, Nature, Band 418, 2002, S. 754
- mit H. Deng, G. Weihs, J. Bloch, Y. Yamamoto: Polariton lasing vs. photon lasing in a semiconductor microcavity, Proceedings of the National Academy of Sciences USA, Band 100, 2002, S.  15318–15323
- mit R. Balili, V. Hartwell,  L. Pfeiffer, K. West: Bose-Einstein Condensation of Microcavity Polaritons in a Trap, Science, Band 316, 2007, S. 1007–1010.
- mit  Peter Littlewood: Polariton condensates Physics Today, Band 63, August 2010, S. 42
- The Quantum Boltzmann Equation in Semiconductor Physics, Annalen der Physik, Band  523, 2011, S.  87
- Polariton Condensation and Lasing, in: V. Timofeev, D. Sanvitto (Hrsg.), Exciton Polaritons in Microcavities, Springer Series in Solid State Sciences 172, 2012
- mit G.M. Kavoulakis: Bose-Einstein Condensation of Excitons in Cu2O: Progress over Thirty Years, Reports on Progress in Physics, Band  77, 2014, S.  116501
- mit Gangqiang Liu, Andrew Daley, Loren N. Pfeiffer,  Ken West, A new type of half-quantum circulation in a macroscopic polariton spinor ring condensate, Proc. Nat. Acad. Sci. USA, Band 112, 2015, S. 2676–2681, Online
- mit Mark Steger, Chitra Gautham, Loren Pfeiffer, Ken West: Slow reflection and two-photon generation of microcavity exciton–polaritons, Optica, Band 2, 2015, Nr. 1, S. 1
- mit J. Keeling: The new era of polariton condensates, Physics Today, 70, 2017, Nr. 10, S. 54